# 安曇野ワイナリー
安曇野ワイナリー株式会社（あづみのワイナリー）は、長野県安曇野市のワイン・ヨーグルト製造メーカー。安曇野市三郷小倉にワイナリーを構える。

## 事業
- ワイン製造・販売
- 飲むヨーグルト製造・販売
- ワインショップ&カフェ運営

## 概要
2008年、経営破綻した安曇野ワインの施設を引き継ぎ、樫山工業が新生「安曇野ワイナリー」を設立した。安曇野ワイナリーは樫山工業の100%子会社にあたる。
ワイナリー前の自社農園でシャルドネとメルロー、合わせて約3000本の栽培も行われ、2010年9月自社畑収穫のシャルドネ、メルローでExtraordinaryを目指す。また自社畑に加え、契約農家の協力のもと、質の高いワインを世に出すことを目指している。
2011年2月、第16回長野県原産地呼称管理制度官能審査会にて、「ナイアガラ デザート プレミアム 2007」、「メルロー樽熟成 2009」、「コンコード クラレット 2010」、「ナイアガラ ペルレ2010」、の4商品が認定される。
ワイン生産を中心に、安曇野産生乳を使った「安曇野飲むヨーグルト」、信州産の原料で作られたりんご・ぶどう・花梨ジュースなど多くの自社ブランド製品を生産している。
ワイナリー内には、自社の経営する「ワインショップ&カフェ」が併設しており多くの観光客で賑わいを見せている。

## 受賞歴
「日本ワイナリーアワード（Japan Winery Award）」
- 第12回 2014年（平成26年）金賞受賞[3]
  - 欧州系・赤「シャトー安曇野メルロー 2012」
- 第17回 2019年（令和元年）金賞受賞[4]
  - 欧州系・白「高山村シャルドネ樽熟成2017」

## 周辺
- 黒沢川